# 네치촌
네치촌(根知村)은 니가타현 니시쿠비키군에 있던 촌이다. 현재의 이토이가와시의 중부에 해당한다.

## 지리
니시쿠비키군 중앙부에 위치한다. 신에쓰 기타오타리촌 도토 분교장으로 통학하는 학생도 있어 경계가 미정인 부분이 존재한다. 네치강 유역의 충적지로 서북쪽으로 경사진 분지. 네치강은 서북쪽으로 흘러 히메강과 합류한다. 

## 역사
전국 시대에 에치고 나가오씨에서 호리씨가 지배했었다. 
- 1889년 4월 1일 - 정촌제 시행에 의해 니시쿠비키군 네치촌 이 있던 촌이다.
- 1954년 6월 1일 - 이토이가와정, 우라모토촌, 시모하야카와촌, 가미하야카와촌, 야마토가와촌, 니시우미촌, 오노촌, 고타키촌과 합병해 이치이가와시가 성립하였다.

## 참고문헌
- 『市町村名変遷辞典』東京堂出版、1990年。